# Atractus caxiuana
Atractus caxiuana — вид змій родини полозових (Colubridae). Мешкає в Бразилії і Колумбії.

## Поширення і екологія
Atractus caxiuana поширені в Бразильській Амазонії, а також спостерігалися на сході Колумбії (Ваупес), Вони живуть  у вологих рівнинних тропічних лісах.